# 谢尔客车事故
谢尔客车事故是发生在2012年3月15日瑞士瓦莱州的谢尔市的一起交通事故。一辆载有小学师生的客车撞入了谢尔隧道的墙上。车上52人中，28人在事故中遇难，其中包括两名司机、全部四名老师和46名小学生中的22人。其他24名10到12岁的小学生在事故中受伤，其中三名由于严重的脑部及胸部损伤需要住院治疗。
事故客车由比利时阿尔斯霍特的Top Tours公司运营。行程的目的主要是送在安尼维尔山滑雪度假归来的比利时两所学校的老师和学生返回比利时。事故于欧洲中部时间的晚9点15分发生于瑞士瓦莱州南部的谢尔附近的A9高速公路上的隧道中。
这起事故是瑞士历史上第二严重的交通事故，也是该国历史上最严重的高速公路隧道事故。 事后调查表明，客车司机在事发时并没有饮酒，也没有超速驾驶。